# ディエゴ・ビセスワール
ディエゴ・マーヴィン・ビセスワール（Diego Marvin Biseswar, 1988年3月8日 - ）は、オランダ・アムステルダム出身、スリナム代表のサッカー選手。ビセスヴァルとも表記される。ギリシャ・スーパーリーグ・PAOKテッサロニキ所属。ポジションはミッドフィールダー。

## 経歴
ユースチームを経て2004年にフェイエノールトに加入し、2005年にトップチーム昇格した。5月22日、シーズン最終戦のADOデン・ハーグ戦でプロデビューを果たした。2005年11月20日、ローダJC戦でプロ初ゴールを記録した。2006年の夏、ヘラクレス・アルメロにレンタル移籍した。翌シーズンにはデ・フラーフスハップにレンタル移籍した。
その後フェイエノールトに戻り、2008-2009シーズンにはレギュラーとして試合に出場し28試合で7得点を記録した。
2009-2010シーズンは30試合で1得点と昨年を大きく下回る結果となった。2010-2011シーズンもチームの不振とともに23試合で2得点昨年とあまり変わらぬ結果に終わった。
2012年1月、トルコ・シュペルリガのカイセリスポルと4年半契約を結んだ。移籍金は20万ユーロ。
2016年7月、ギリシャ・スーパーリーグのPAOKテッサロニキへ移籍する。

## 代表歴
オランダ代表として、2005年にイタリアで開催されたUEFA U-17欧州選手権2005にはU-17代表の中心選手のひとりとして臨み、チームを準優勝に導いた。2005 FIFA U-17世界選手権では3位に導いた。
2021年3月27日、アルバ代表戦でスリナム代表として初出場を果たした。

## 所属クラブ
- フェイエノールト 2004-2012

→ ヘラクレス・アルメロ 2006-2007 (loan)
→ デ・フラーフスハップ 2007-2008 (loan)
- カイセリスポル 2012-2016
- PAOKテッサロニキ 2016-

→ アポロン・リマソール 2021

## タイトル
PAOK
- キペロ・エラーダス : 2016-17, 2017-18, 2018-19
- ギリシャ・スーパーリーグ : 2018-19